# مارس (اسطوره)

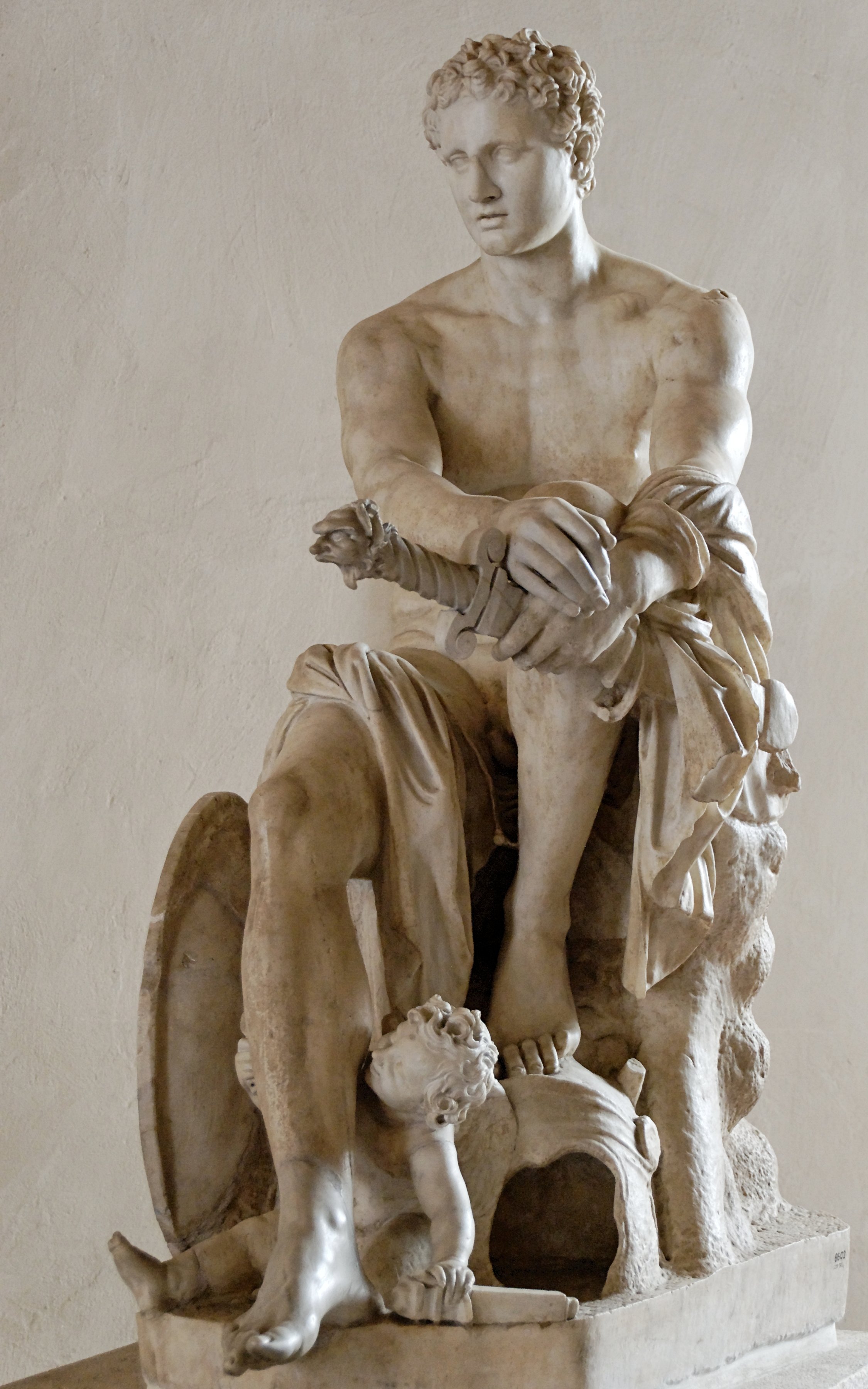
مارس لودوویزی، مجسمه پنتلیک از جنس سنگ مرمر، کپیه‌برداری رمی از اصل یونانی این مجسمه مربوط به حدود سال ۳۲۰ قبل از میلاد، برخی از مرمت‌کاری‌ها در این مجسمه در سال ۱۶۲۲ میلادی توسط گیان لورنزو برنینی انجام گرفته‌است.

مارس (به لاتین: Mārs)، ایزد رومی جنگ، پسر ژونو و ژوپیتر، شوهر بلونا، و عاشق ونوس بود. او برجسته‌ترین خدا، در میان خدایان نظامی رم بود که توسط لژیون‌های رومی مورد احترام قرار می‌گرفت و پرستش می‌شد. رومیان جنگاور، او را پس از ژوپیتر (که ایزد اصلی آن‌ها بود)، در درجه دوم اهمیت در نظر می‌گرفتند. جشن‌ها یا جشنواره‌های خاص او، در ماه مارس (که به نام او، نامگذاری شده بود) و همین‌طور در ماه اکتبر برگزار می‌شد. مارس را همسان و معادل با آرس، ایزد یونانی در نظر گرفته‌اند.

## واژه‌شناسی
واژه مارس (حالت مضافٌ‌الیه Mārtis)، که در لاتینی قدیم به صورت: ماوُرس Māvors یا ماوُرتیس Māvortis تلفظ می‌شود، با واژه اوسکانی Māmers یا Māmertos هم ریشه‌است و ممکن است با واژه ماروتا (māruta) که در زبان سانسکریت به یک نوع خدای طوفان گفته می‌شود، رابطه داشته باشد. در شکل قدیمی زبان لاتین اعتقاد بر این است که نام مارس از واژهٔ ایتالیک ماوُرتس (Māworts) مشتق شده‌است، که نام خدایی با عملکرد نامشخص است.

## پیشینه
در توجه به دومین خدای بزرگ از تثلیث رومی یعنی مارس، پیشینه این خدا را نیز چون ژوپیتر می‌یابیم. خاستگاه مارس مبهم است و با آنکه با زمین و کشاورزی پیوند دارد، اما در بسیاری از روایت‌ها او را همتای آرس، خدای جنگ یونانی می‌یابیم. جشن‌های بزرگ این خدا غالباً در ماهی انجام می‌شد که هنوز هم نام او را بر خود دارد و با این همه مارس را در خزان نیز جشن‌هایی بود و در ارتباط با نقش زراعی او نیز منطقی است.
در آغاز، مارس خدای رمی باروری و حاصلخیزی و محصولات و پوشش گیاهی به‌شمار می‌آمد و نگهبانی از گله‌های گاو، زمین‌ها و مرزها، و همین‌طور محافظت از کشاورزان را بر عهده داشت. در سده دوم پیش از میلاد، کاتوی پیر، محافظه‌کارانه توصیه می‌کرد: «بخاطر گله‌های خود، و برای اینکه این گله‌ها سلامت باقی بمانند، باید پیشکش‌ها و قربانی‌هایی را به محضر مارس سیلوانوس پیشکش کنید. شما باید دادن این قربانی را همه ساله تکرار بنمائید.»
آنطور که مشهور است، رومی‌های نخستین که عمدتاً مردمانی دهقان پیشه و کشاورز بودند، می‌دیدند که آفات و بیماری‌های گیاهی محصولات آن‌ها را می‌خورند و نابود می‌کنند و آفات حاصل از حشرات، حیوانات کوچک، شته‌ها، و جانوران زباله گرد، برایشان به عنوان دشمنانی مطرح بودند که به زمین‌های آنان «تهاجم» می‌نمودند و مارس به عنوان ایزدی مطرح بود که آن‌ها را از شر این حملات محافظت می‌کند. هنگامی که رومی‌ها به دوران چرخ و ابزار منتقل شدند و به جنگجویان ماهری تبدیل گردیدند، مارس به عنوان محافظت‌کننده از رم در برابر «تعرض و تهاجم» آفت‌های جدید که همان ارتش‌های بیگانه تعرض‌کننده به رم بودند، مطرح گردید، چراکه این ارتش‌های بیگانه، هنگامیکه شهر رم را تسخیر می‌کردند، اغلب در زمین‌های کشاورزی رم، بدنبال خوراک و علیق برای خود و حیواناتشان می‌گشتند و بدین سان به اراضی کشاورزی لطمه می‌زدند.
بدین ترتیب، مارس، بعدها و در همراهی و ارتباط با جنگ‌هایی که به رشد و گسترش امپراتوری روم انجامیدند، عظمت‌یابی خویش را آغاز کرد، و رفته رفته با آرس، ایزد توانمند یونانی همسان و برابر شناخته شد. مارس بر خلاف همتای یونانی خود یعنی آرس، به‌طور کلی نسبت به ژوپیتر، به عنوان پرافتخارترین خدا، حرمت می‌گذاشت و در عین حال با وی رقابت و برابری (چشم و همچشمی) می‌نمود. او همچنین خدایی بود که نسبت به شهر رم، دارای حق قیمومیت یا سرپرستی بود. از آنجا که وی به عنوان پدر بنیان‌گذار افسانه‌ای شهر رم، یعنی رومولوس شناخته می‌شد، اعتقاد بر این بود که تمامی رومی‌ها اعقاب و بازماندگان مارس به‌شمار می‌آیند.

## شرح
مارس، ایزد جنگ، بعد از ژوپیتر مهم‌ترین خدای رمی‌ها بود و در سرتاسر جنوب و مرکز ایتالیا پرستش می‌شد. بیشتر جشن‌های او به عنوان خدای جنگ، در بهار برگزار می‌شد که آغاز فصل لشکرکشی بود و برای همین اسم او بر اولین ماه سال رمی قدیمی گذاشته شده بود.
به نظر می‌رسد که مارس ضمناً یک خدای کشاورزی هم بوده و از کشتزارها و زمین‌ها، نه تنها در زمان جنگ بلکه ضد بیماری‌ها و هوای بد و نامطلوب هم حمایت می‌کرد.
به روزگار کهن در جنوب فوروم قرارگاهی بود که رژیا نام داشت و جایگاه نیزه مارس و شهریاران بود. در یکی از معابد مارس در قلب شهر رم، نیزه‌ها و سپرهای مقدس مارس (آنسیلیا) نگهداری می‌شد. هنگام بروز جنگ، کنسول مربوطه می‌بایست این نیزه‌ها را تکان دهد و بگوید: «مارس ویگیلا!» (مارس بیدار شو!)، اگر نیزه‌ها به خودی خود تکان می‌خورد، نشانه‌ای ناگوار و بدیمن بود. در ماه مارس و اکتبر (یعنی اولین و آخرین ماه فصل لشکرکشی)، «آنسیلیا» را در دسته‌ای آیینی همراه کاهنان مارس که ضمناً رقص‌های جنگ را هم اجرا می‌کردند، حرکت می‌دادند. در یکی از جشن‌های خاص، مسابقه اسبدوانی هم برگزار می‌کردند و یکی از اسبها قربانی می‌شد که سر او را می‌بریدند و با کلوچه یا نان شیرینی تزئین می‌کردند.
حیوانات مقدس مارس گرگ و دارکوب بودند و گیاهان گوناگونی، مثلاً درخت انجیر و درخت غار، به او مربوط می‌شدند.

## نکات
از نظر مقایسه شمار خدایان رم از خدایان یونان کمتر و خدایان رم در تثلیث و مجموعه‌ای سه تایی [همان تریاد یا سه‌گانه] شکل می‌گیرد که یک سوی آن ژوپیتر، سوی دیگر مارس و سومین سوی آن کویرینوس است.